# Diosaz
La Diosaz o Diose és un torrent de l'Alta Savoia, situat al massís de les Aiguilles Rouges.
La Diosaz baixa del Mont Buet, després ressegueix una vall encaixada i deshabitada abans de desembocar al riu Arve a Servoz.
Una presa hidroelèctrica es va instal·lar a la vall de la Diosaz: la presa de Bajulaz.
La vall és molt profunda i forma un engorjat conegut amb el nom de Gorges de la Diosaz. Es tracta d'una atracció turística reputada, amb un sender que permet una visita completa al lloc i està construït parcialment amb passarel·les sobre les aigües del torrent, cosa que fa de la visita un espectacle.
El nom Diosaz ha servit per a la marca d'esports francesa Decathlon per a donar nom a diferents dels seus productes.